# Sciadotenia
Sciadotenia Miers – rodzaj roślin z rodziny miesięcznikowatych (Menispermaceae). Obejmuje co najmniej 20 gatunków występujących naturalnie w Ameryce Środkowej oraz strefie tropikalnej Ameryki Południowej.

## Systematyka
Pozycja systematyczna według APweb (aktualizowany system APG III z 2009)
Rodzaj z rodziny miesięcznikowatych (Menispermaceae).
Wykaz gatunków
| - Sciadotenia acutifolia Krukoff & Barneby - Sciadotenia amazonica Eichler - Sciadotenia brachypoda Diels - Sciadotenia campestris Barneby - Sciadotenia cayennensis Benth. - Sciadotenia duckei Moldenke - Sciadotenia eichleriana Moldenke - Sciadotenia javariensis Moldenke - Sciadotenia mathiasiana Krukoff & Barneby - Sciadotenia nitida (L. Riley) Krukoff & Barneby | - Sciadotenia pachnococca Krukoff & Barneby - Sciadotenia paraensis (Eichler) Diels - Sciadotenia peruviana Krukoff & Barneby - Sciadotenia pubistaminea Diels - Sciadotenia ramiflora Eichler - Sciadotenia sagotiana Diels - Sciadotenia similis Moldenke - Sciadotenia solimoesana Moldenke - Sciadotenia sprucei Diels - Sciadotenia toxifera Krukoff & A.C. Sm. |